# Maryn II
Maryn II, Marynus II lub Marcin III (łac. w zależności od przyjętej wersji imienia Marinus II albo Martinus III, ur. w Rzymie, zm. w maju 946) – papież w okresie od 30 października 942 do maja 946.

## Błąd w imieniu
W związku z faktem, że w średniowieczu wiele katalogów przekręcało imię papieży Maryna I (na „Marcin II”) i Maryna II (na „Marcin III”), kolejni papieże, którzy przyjęli imię Marcin zachowywali błędną numerację (Marcin IV powinien w rzeczywistości nazywać się Marcinem II, a Marcin V Marcinem III.

## Życiorys
Pochodził z Rzymu, gdzie został kardynałem-prezbiterem od św. Cyriaka. Papieżem mianował go Alberyk II ze Spoleto, samozwańczy książę Rzymu, sprawujący wówczas niepodzielną władzę nad Wiecznym Miastem.
Maryn, nie mogąc uwolnić się spod kurateli Alberyka, poświęcił się w całości sprawom kościelnym. Według Cezarego Baroniusza, papież uchodził za znawcę Pisma Świętego oraz prawa kanonicznego, nadto zasłynął jako opiekun biednych i restaurator wielu kościołów. Zachowało się zaledwie osiem wydanych przez niego dokumentów (istnienie pięciu dalszych daje się wywnioskować ze źródeł pośrednich), w większości dotyczących ochrony praw włoskich biskupstw i klasztorów. Większe znaczenie można przypisać jedynie nadaniu godności papieskiego wikariusza arcybiskupowi Fryderykowi z Moguncji na początku 946. Zachowały się sporadyczne wzmianki o mediacjach Maryna w konfliktach między włoskimi feudałami, a także o politycznych kontaktach papieża z Niemcami i Anglią.
Maryn II zmarł w Rzymie i został pochowany w bazylice watykańskiej.